# Lijst van records uit de geschiedenis van het Nederlands voetbalelftal
Hier staan noemenswaardige records uit de geschiedenis van het Mannen Nederlands voetbalelftal.

## Records Nederlands elftal
- Grootste overwinning: Nederland - San Marino (11-0), EK-kwalificatie 2012, 2 september 2011
- Grootste nederlaag: Engeland amateurs - Nederland (12-2), vriendschappelijk, 21 december 1907
- Snelste doelpunt: Phillip Cocu, Roemenië – Nederland (39 seconden), WK-kwalificatie 2006, 26 maart 2005
- Jongste speler die scoort in de knock-outfase van een eindtoernooi: Xavi Simons, Nederland-Engeland, halve finale EK 2024, 10 juli 2024

### WK-records
- Grootste zege op een WK: Nederland - Zuid-Korea (5-0), WK 1998
- Grootste nederlaag op een WK: Nederland - Tsjecho-Slowakije (0-3, na verlenging), WK 1938
- WK met de minste doelpunten: WK 1938, 0 doelpunten
- WK met minste tegendoelpunten: WK 2006, 2 tegendoelpunten
- WK met de meeste tegendoelpunten: WK 1978, 10 tegendoelpunten
- WK-topscorer aller tijden: Johnny Rep, 7 doelpunten
- Topscorer op 1 WK: Wesley Sneijder, Rob Rensenbrink en Johan Neeskens, allen 5 doelpunten
- Snelste WK-doelpunt: Johan Neeskens, in de 2e minuut (WK-finale 1974)
- Meeste doelpuntenmakers op 1 WK: WK 2014: Robin van Persie, Arjen Robben, Stefan de Vrij, Memphis Depay, Leroy Fer, Wesley Sneijder, Klaas-Jan Huntelaar, Daley Blind en Georginio Wijnaldum

## Spelers
Laatst bijgewerkt: 2 juli 2024

### Leeftijdrecords
- Oudste speler die debuteert voor het Nederlands elftal: Sander Boschker, 39 jaar en 256 dagen oud, Nederland - Ghana, 1 juni 2010
- Jongste speler die debuteert voor het Nederlands elftal: Jan van Breda Kolff, 17 jaar en 74 dagen oud, Nederland - België, 2 april 1911
- Oudste speler die scoort voor het Nederlands elftal: Abe Lenstra, 38 jaar en 143 dagen oud, Nederland - België , 19 april 1959
- Jongste speler die scoort voor het Nederlands elftal: Jan van Breda Kolff, 17 jaar en 74 dagen oud, Nederland - België, 2 april 1911

### Meeste interlands

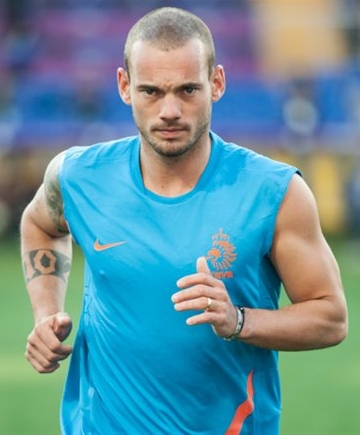
Wesley Sneijder speelde de meeste interlands

Onderstaande tabel geeft de 20 spelers met de meeste interlands. 
| №  | Naam                     | Periode      | Interlands | Minuten |
| -- | ------------------------ | ------------ | ---------- | ------- |
| 1  | Wesley Sneijder          | 2003 – 2018  | 134        | 9.811   |
| 2  | Edwin van der Sar        | 1995 – 2008  | 130        | 11.463  |
| 3  | Frank de Boer            | 1990 – 2004  | 112        | 9.271   |
| 4  | Rafael van der Vaart     | 2001 – 2013  | 109        | 6.938   |
| 5  | Daley Blind              | 2013 – 2024  | 108        | 9.037   |
| 6  | Giovanni van Bronckhorst | 1996 – 2010  | 106        | 8.215   |
| 7  | Dirk Kuijt               | 2004 – 2014  | 104        | 6.875   |
| 8  | Memphis Depay            | 2014 – heden | 102        | 7.504   |
| 8  | Robin van Persie         | 2005 – 2017  | 102        | 7.317   |
| 10 | Phillip Cocu             | 1996 – 2006  | 101        | 8.001   |
| 11 | Arjen Robben             | 2003 – 2017  | 96         | 7.394   |
| 11 | Georginio Wijnaldum      | 2011 – heden | 96         | 6.813   |
| 13 | John Heitinga            | 2004 – 2013  | 87         | 7.031   |
| 13 | Clarence Seedorf         | 1994 – 2008  | 87         | 5.982   |
| 15 | Marc Overmars            | 1993 – 2004  | 86         | 5.755   |
| 16 | Joris Mathijsen          | 2004 – 2012  | 84         | 7.007   |
| 16 | Aron Winter              | 1987 – 2000  | 84         | 5.142   |
| 18 | Ruud Krol                | 1969 – 1983  | 83         | 7.399   |
| 19 | Nigel de Jong            | 2004 – 2015  | 81         | 5.728   |
| 20 | Dennis Bergkamp          | 1990 – 2000  | 79         | 6.339   |
| 20 | Mark van Bommel          | 2000 – 2012  | 79         | 6.160   |
| 20 | Patrick Kluivert         | 1994 – 2004  | 79         | 5.816   |

### Meeste doelpunten

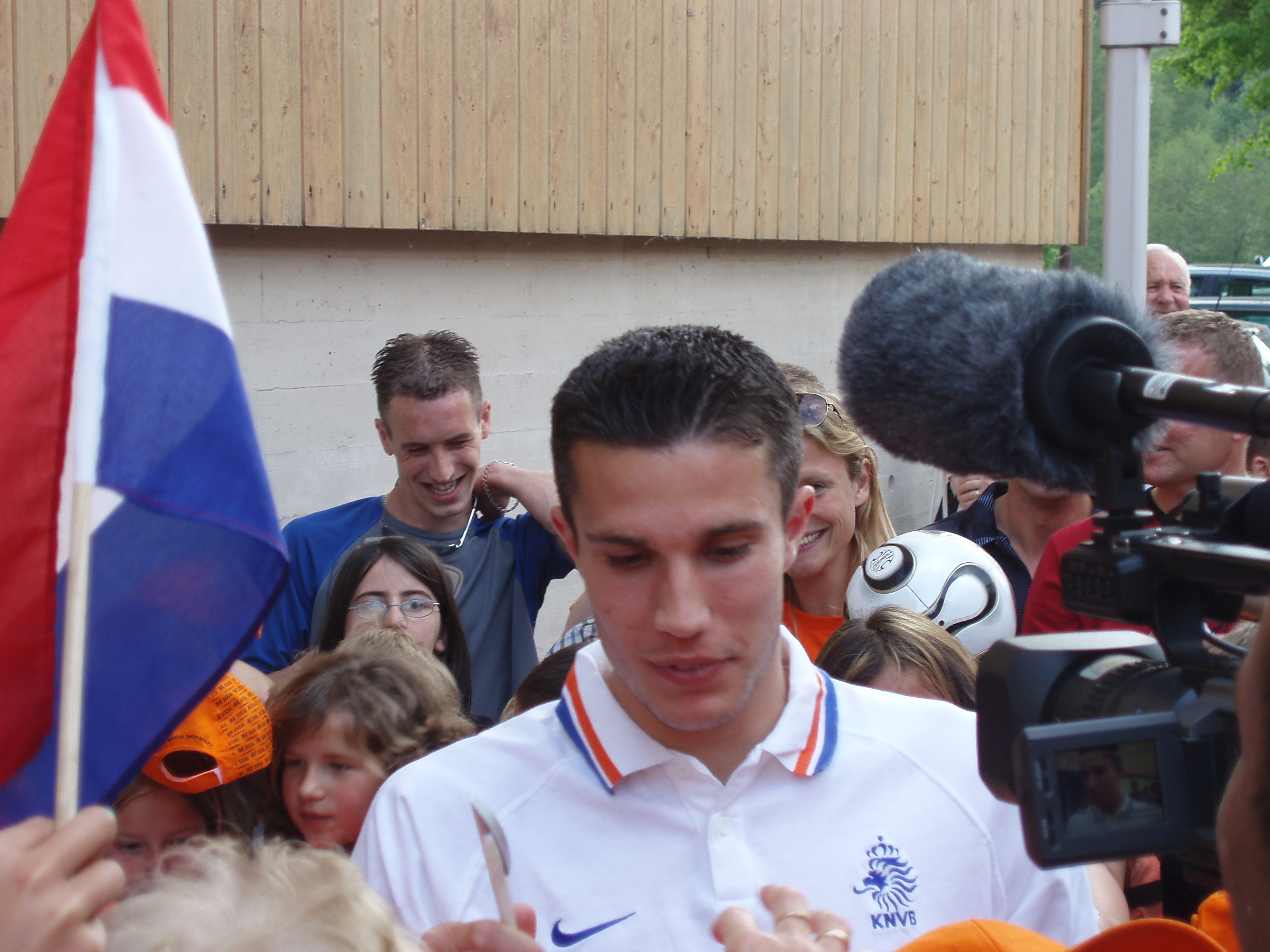
Robin van Persie en Memphis Depay maakten voor Nederland de meeste doelpunten

Onderstaande tabel geeft de 20 spelers met de meeste interlanddoelpunten, gerangschikt naar totaal aantal doelpunten. 
| Positie | Speler               | Jaren actief | Doelpunten | Interlands | Ratio |
| ------- | -------------------- | ------------ | ---------- | ---------- | ----- |
| 1       | Robin van Persie     | 2005 - 2017  | 50         | 102        | 0,49  |
|         | Memphis Depay        | 2013 - heden | 50         | 102        | 0,49  |
| 2       | Klaas-Jan Huntelaar  | 2006 - 2015  | 42         | 76         | 0,55  |
| 3       | Patrick Kluivert     | 1993 – 2004  | 40         | 79         | 0,51  |
| 4       | Dennis Bergkamp      | 1990 - 2000  | 37         | 79         | 0,47  |
| 4       | Arjen Robben         | 2003 - 2017  | 37         | 96         | 0,39  |
| 6       | Faas Wilkes          | 1946 - 1961  | 35         | 38         | 0,92  |
| 6       | Ruud van Nistelrooij | 1998 - 2011  | 35         | 70         | 0,50  |
| 8       | Abe Lenstra          | 1940 - 1959  | 33         | 47         | 0,70  |
| 8       | Johan Cruijff        | 1966 - 1977  | 33         | 48         | 0,69  |
| 10      | Wesley Sneijder      | 2003 - 2018  | 31         | 134        | 0,23  |
| 11      | Beb Bakhuijs         | 1928 – 1937  | 28         | 23         | 1,22  |
| 11      | Georginio Wijnaldum  | 2011 – 2024  | 28         | 96         | 0,29  |
| 13      | Kick Smit            | 1934 – 1946  | 26         | 29         | 0,90  |
| 14      | Rafael van der Vaart | 2001 – 2013  | 25         | 109        | 0,23  |
| 15      | Marco van Basten     | 1983 – 1992  | 24         | 58         | 0,41  |
| 15      | Dirk Kuijt           | 2004 – 2014  | 24         | 104        | 0,23  |
| 17      | Leen Vente           | 1933 – 1940  | 19         | 21         | 0,90  |

#### Meeste doelpunten tijdens een wedstrijd
- 5 - Jan Vos (1912), Leen Vente (1934), John Bosman (1987), Marco van Basten (1990)

### Meeste clean sheets

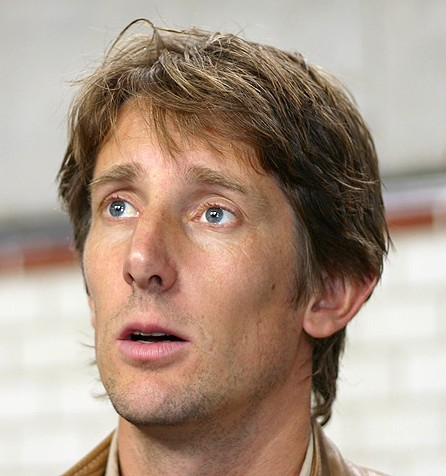
Edwin van der Sar hield zijn doel het vaakst schoon

Onderstaande tabel geeft de 15 doelmannen met de meeste clean sheets.
| №  | Naam                   | Periode      | Clean sheets | Interlands | Clean sheet/Interland |
| -- | ---------------------- | ------------ | ------------ | ---------- | --------------------- |
| 1  | Edwin van der Sar      | 1995 – 2008  | 72           | 130        | 0,55                  |
| 2  | Hans van Breukelen     | 1980 – 1992  | 34           | 73         | 0,47                  |
| 3  | Maarten Stekelenburg   | 2004 – 2021  | 29           | 63         | 0,46                  |
| 4  | Jasper Cillessen       | 2013 – heden | 28           | 65         | 0,43                  |
| 5  | Piet Schrijvers        | 1971 – 1984  | 20           | 46         | 0,43                  |
| 6  | Jan van Beveren        | 1967 – 1977  | 16           | 32         | 0,50                  |
| 7  | Jan Jongbloed          | 1962 – 1978  | 14           | 24         | 0,58                  |
| 7  | Ed de Goey             | 1992 – 1998  | 14           | 31         | 0,45                  |
| 9  | Eddy Pieters Graafland | 1957 – 1967  | 12           | 47         | 0,26                  |
| 10 | Michel Vorm            | 2008 – 2014  | 8            | 15         | 0,53                  |
| 10 | Gejus van der Meulen   | 1924 – 1934  | 8            | 54         | 0,15                  |
| 10 | Bart Verbruggen        | 2023 – heden | 8            | 18         | 0,44                  |
| 13 | Tim Krul               | 2011 – heden | 6            | 15         | 0,40                  |
| 13 | Frans de Munck         | 1949 – 1960  | 6            | 31         | 0,20                  |

### Meeste WK's
- Robin van Persie, Wesley Sneijder, Dirk Kuijt, Arjen Robben en Aron Winter - 3 WK's

Onderstaande tabel geeft een weergave van de spelers met twee of meer gespeelde WK's gerangschikt op aantal wedstrijden. 
| № | Naam             | Aantal | Jaren            | Wedstrijden |
| - | ---------------- | ------ | ---------------- | ----------- |
| 1 | Wesley Sneijder  | 3      | 2006, 2010, 2014 | 17          |
| 1 | Robin van Persie | 3      | 2006, 2010, 2014 | 17          |
| 3 | Arjen Robben     | 3      | 2006, 2010, 2014 | 15          |
| 3 | Dirk Kuijt       | 3      | 2006, 2010, 2014 | 15          |
| 5 | Ruud Krol        | 2      | 1974, 1978       | 14          |
| 5 | Wim Janssen      | 2      | 1974, 1978       | 14          |
| 5 | Johnny Rep       | 2      | 1974, 1978       | 14          |

### Meeste EK's
- Edwin van der Sar - 4 EK´s (1996, 2000, 2004, 2008)

Onderstaande tabel geeft een weergave van de spelers met 3 of meer gespeelde EK's gerangschikt op aantal wedstrijden. 
| № | Naam                     | Aantal | Jaren                  | Wedstrijden |
| - | ------------------------ | ------ | ---------------------- | ----------- |
| 1 | Edwin van der Sar        | 4      | 1996, 2000, 2004, 2008 | 16          |
| 2 | Dennis Bergkamp          | 3      | 1992, 1996, 2000       | 13          |
| 2 | Phillip Cocu             | 3      | 1996, 2000, 2004       | 13          |
| 4 | Edgar Davids             | 3      | 1996, 2000, 2004       | 12          |
| 5 | Giovanni van Bronckhorst | 3      | 2000, 2004, 2008       | 11          |

### Aanvoerders

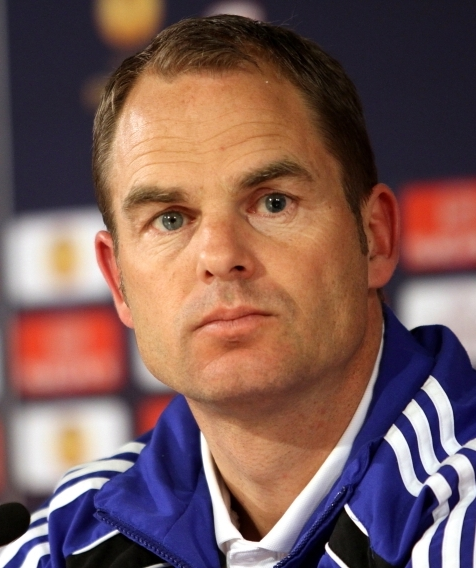
Frank de Boer was het vaakst aanvoerder

Onderstaande tabel geeft een weergave van de spelers die twintig keer of vaker aanvoerder waren.   
| №  | Naam                     | Jaren        | Captain | Totaal |
| -- | ------------------------ | ------------ | ------- | ------ |
| 1  | Frank de Boer            | 1990 – 2004  | 71      | 112    |
| 2  | Virgil van Dijk          | 2015 – heden | 61      | 77     |
| 3  | Ruud Krol                | 1969 – 1983  | 45      | 83     |
| 4  | Ruud Gullit              | 1981 – 1994  | 41      | 66     |
| 5  | Harry Dénis              | 1919 – 1930  | 37      | 56     |
| 6  | Edwin van der Sar        | 1995 – 2008  | 36      | 130    |
| 7  | Johan Cruijff            | 1966 – 1977  | 34      | 48     |
| 8  | Ronald Koeman            | 1983 – 1994  | 33      | 78     |
| 8  | Giovanni van Bronckhorst | 1996 – 2010  | 33      | 106    |
| 10 | Puck van Heel            | 1925 – 1938  | 29      | 64     |
| 11 | Cor van der Hart         | 1955 – 1961  | 26      | 44     |
| 12 | Robin van Persie         | 2005 – 2017  | 25      | 102    |
| 13 | Arjen Robben             | 2003 – 2017  | 24      | 96     |
| 14 | Wesley Sneijder          | 2003 – 2018  | 22      | 134    |
| 15 | Danny Blind              | 1986 – 1996  | 20      | 42     |
| 15 | Rafael van der Vaart     | 2001 – 2013  | 20      | 109    |

### Meeste gele kaarten

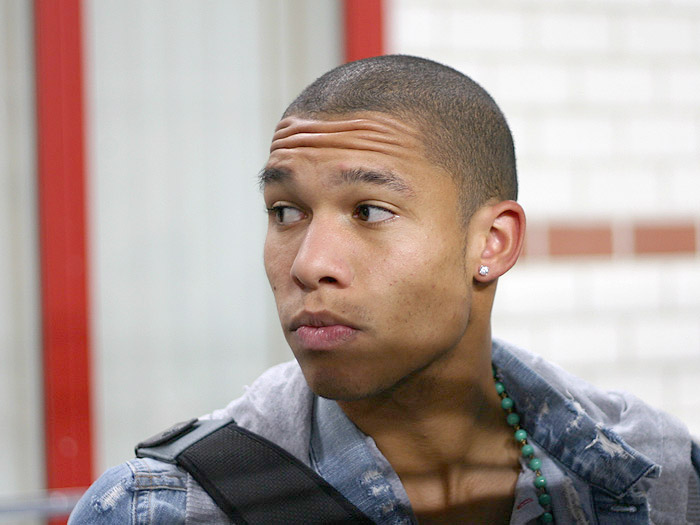
Nigel de Jong pakte de meeste gele kaarten

Onderstaande tabel geeft een weergaven van de spelers met 10 of meer gele kaarten gerangschikt op datum. 
| №  | Naam                     | Periode      | Gele kaarten | Datum laatste kaart |
| -- | ------------------------ | ------------ | ------------ | ------------------- |
| 1  | Nigel de Jong            | 2004 – 2015  | 17           | 13 oktober 2014     |
| 1  | Edgar Davids             | 1994 – 2005  | 17           | 19 november 2003    |
| 3  | Jaap Stam                | 1996 – 2004  | 15           | 15 juni 2004        |
| 3  | Giovanni van Bronckhorst | 1996 – 2010  | 15           | 11 juli 2010        |
| 5  | Robin van Persie         | 2005 – 2017  | 14           | 13 oktober 2015     |
| 6  | Daley Blind              | 2013 – 2024  | 13           | 26 maart 2024       |
| 7  | Mark van Bommel          | 2000 – 2012  | 12           | 9 juni 2012         |
| 8  | Wesley Sneijder          | 2003 – 2018  | 11           | 13 oktober 2015     |
| 8  | Denzel Dumfries          | 2018 – heden | 11           | 10 juli 2024        |
| 10 | Virgil van Dijk          | 2015 – heden | 10           | 11 oktober 2024     |
| 10 | Ruud van Nistelrooij     | 1998 – 2011  | 10           | 13 oktober 2007     |
| 10 | Rafael van der Vaart     | 2001 – 2013  | 10           | 15 augustus 2012    |
| 10 | John Heitinga            | 2004 – 2013  | 10           | 26 mei 2012         |
| 10 | Phillip Cocu             | 1996 – 2006  | 10           | 15 juni 2004        |

### Meeste rode kaarten

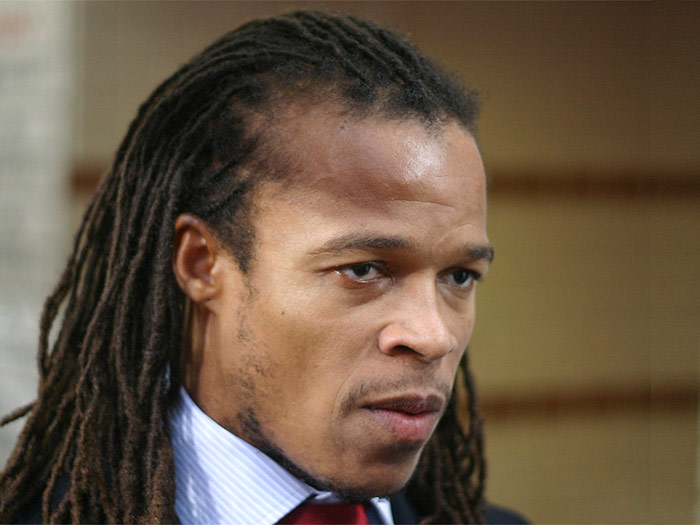
Edgar Davids pakte de meeste rode kaarten

Onderstaande tabel geeft een weergaven van de spelers met 2 of meer rode kaarten gerangschikt op datum. 
| № | Naam               | Periode      | Rode kaarten | Datum laatste kaart |
| - | ------------------ | ------------ | ------------ | ------------------- |
| 1 | Edgar Davids       | 1994 – 2005  | 3            | 10 september 2003   |
| 2 | Phillip Cocu       | 1996 – 2006  | 2            | 7 september 2005    |
| 2 | John Heitinga      | 2004 – 2016  | 2            | 11 juli 2010        |
| 2 | Bruno Martins Indi | 2012 – heden | 2            | 3 september 2015    |
| 2 | Matthijs de Ligt   | 2017 - heden | 2            | 27 juni 2021        |

## Coaches
Laatst bijgewerkt: 8 september 2024

### Meeste interlands
Onderstaande tabel geeft een weergave van de 20 coaches met de meeste interlands. 
| №  | Naam               | Periode                               | Interlands | Gewonnen | Winst % |
| -- | ------------------ | ------------------------------------- | ---------- | -------- | ------- |
| 1  | Bob Glendenning    | 1923, 1925 – 1940                     | 87         | 36       | 41,38   |
| 2  | Louis van Gaal     | 2000 – 2001, 2012 – 2014, 2021 – 2022 | 63         | 40       | 63,49   |
| 3  | Dick Advocaat      | 1992 – 1994, 2002 – 2004, 2017        | 62         | 37       | 59,68   |
| 4  | Rinus Michels      | 1974, 1984, 1986 – 1988, 1990 – 1992  | 53         | 30       | 56,60   |
| 5  | Marco van Basten   | 2004 – 2008                           | 52         | 35       | 67,31   |
| 5  | Bert van Marwijk   | 2008 – 2012                           | 52         | 34       | 65,38   |
| 7  | Elek Schwartz      | 1957 – 1964                           | 49         | 19       | 38,78   |
| 8  | Guus Hiddink       | 1995 – 1998, 2014 – 2015              | 48         | 26       | 54,17   |
| 9  | Ronald Koeman      | 2018 – 2020, 2023–                    | 44         | 24       | 54,54   |
| 10 | Jaap van der Leck  | 1949 – 1954                           | 29         | 5        | 17,24   |
| 11 | Jan Zwartkruis     | 1976 – 1977, 1977, 1978 – 1981        | 28         | 12       | 42,86   |
| 11 | Georg Keßler       | 1966 – 1970                           | 28         | 10       | 35,71   |
| 13 | Edgar Chadwick     | 1908 – 1913                           | 24         | 14       | 58,33   |
| 14 | Frank Rijkaard     | 1998 – 2000                           | 22         | 8        | 36,36   |
| 15 | Kees Rijvers       | 1981 – 1984                           | 21         | 10       | 47,62   |
| 15 | Fred Warburton     | 1912, 1919 – 1923                     | 21         | 8        | 38,10   |
| 17 | Frantisek Fadrhonc | 1970 – 1973                           | 20         | 13       | 65,00   |
| 18 | Danny Blind        | 2015 – 2017                           | 17         | 7        | 41,18   |
| 19 | George Knobel      | 1974 – 1976                           | 15         | 9        | 60,00   |
| 19 | Frank de Boer      | 2020 - 2021                           | 15         | 7        | 47,66   |

## Stadions
Laatst bijgewerkt: 2 juli 2024

### Meeste wedstrijden

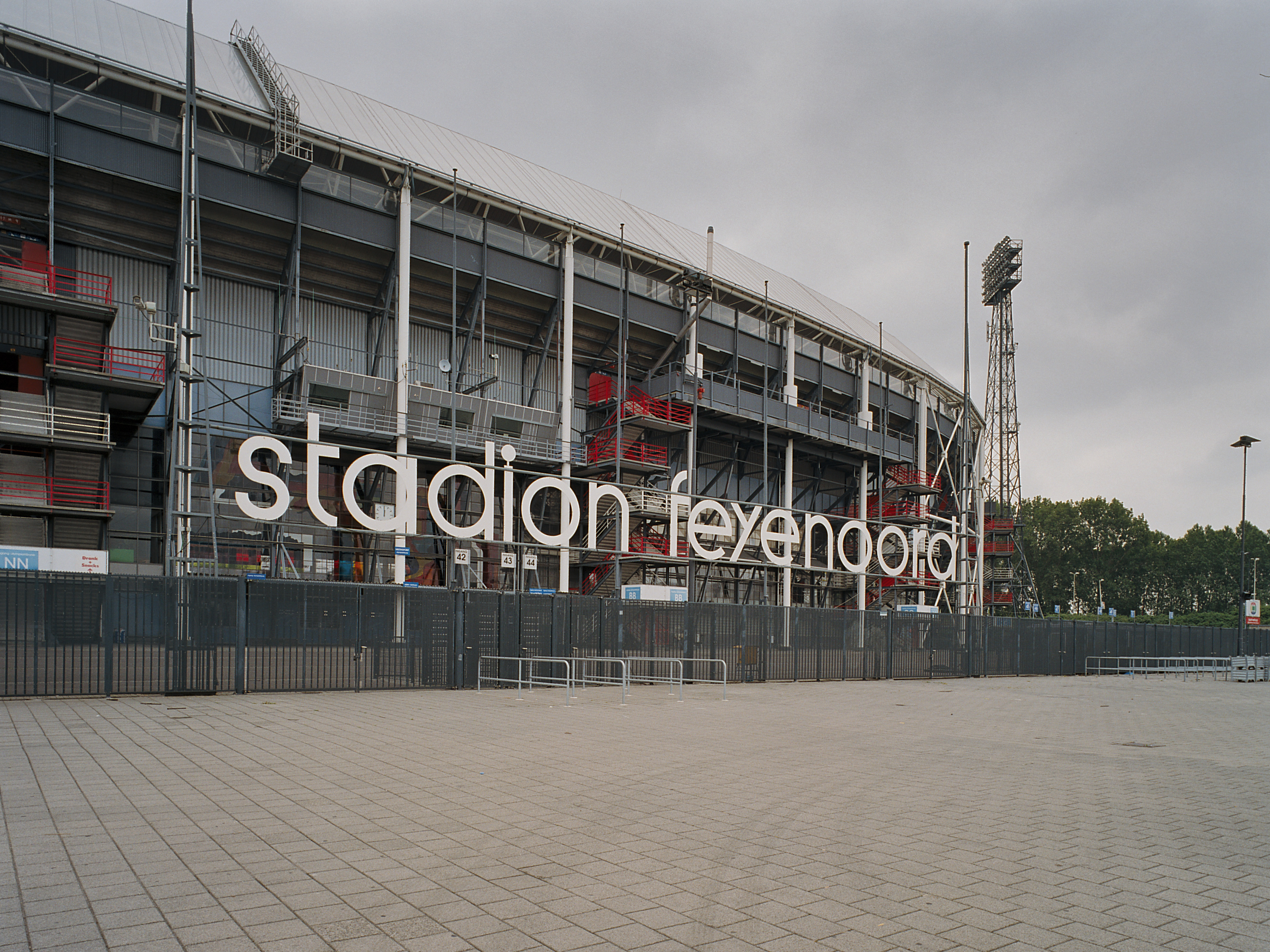
In Stadion Feijenoord zijn de meeste interlands gespeeld

Onderstaande tabel geeft een weergaven van de 10 stadions waar de meeste interlands gespeeld zijn. 
| №  | Naam                             | Periode      | Interlands | Datum laatste interland |
| -- | -------------------------------- | ------------ | ---------- | ----------------------- |
| 1  | Stadion Feijenoord, Rotterdam    | 1937 – heden | 132        | 10 juni 2024            |
| 2  | Johan Cruijff ArenA, Amsterdam   | 1996 – heden | 84         | 10 september 2024       |
| 3  | Olympisch Stadion, Amsterdam     | 1928 – 1989  | 77         | 6 september 1989        |
| 4  | Bosuilstadion, Antwerpen         | 1926 – 1977  | 35         | 26 maart 1977           |
| 5  | Philips Stadion, Eindhoven       | 1971 – heden | 34         | 7 september 2024        |
| 6  | Oude Stadion, Amsterdam          | 1914 – 1928  | 25         | 22 april 1928           |
| 7  | Idraetsparken, Kopenhagen        | 1914 – 1967  | 11         | 4 oktober 1967          |
| 7  | Ullevaalstadion, Oslo            | 1929 – 2021  | 11         | 1 september 2021        |
| 7  | Koning Boudewijnstadion, Brussel | 1935 – 2022  | 11         | 3 juni 2022             |
| 10 | Kielstadion, Antwerpen           | 1905 – 1914  | 10         | 15 maart 1914           |